# Episodi de Le avventure del bosco piccolo (terza stagione)
La terza stagione di Le avventure del bosco piccolo è andata in onda nel Regno Unito sul canale Children's BBC tra il 28 settembre 1995 e il 21 dicembre 1995, mentre in Italia si è vista sporadicamente, sulle reti Rai, molto tempo dopo rispetto alle prime stagioni.
| nº | Titolo originale            | Titolo italiano            | Prima TV UK       |
| -- | --------------------------- | -------------------------- | ----------------- |
| 1  | Comings and Goings          | Arrivi e partenze          | 28 settembre 1995 |
| 2  | Out and About               | Dentro e Fuori             | 28 settembre 1995 |
| 3  | Water, Water                | Acqua, acqua               | 12 ottobre 1995   |
| 4  | The Missing Fox's Friend    | L'amica volpe scomparsa    | 19 ottobre 1995   |
| 5  | Tiffs and Tempers           | Battibecchi e arrabbiature | 26 ottobre 1995   |
| 6  | Adventure for The Birds     | Avventura per gli uccelli  | 2 novembre 1995   |
| 7  | The Long-Tailed Visitor     | Il visitatore codalunga    | 9 novembre 1995   |
| 8  | Scared Silly by Snakes      |                            | 16 novembre 1995  |
| 9  | A Bigger Oink               |                            | 23 novembre 1995  |
| 10 | The Mole Game               |                            | 30 novembre 1995  |
| 11 | The Worst Kind of Hurricane |                            | 7 dicembre 1995   |
| 12 | Homeward Bound              |                            | 14 dicembre 1995  |
| 13 | Bully-Bully-Bully           |                            | 21 dicembre 1995  |